# Albert Cartier
Albert Cartier (Vesoul, 22 novembre 1960) è un allenatore di calcio ed ex calciatore francese, di ruolo difensore.

## Palmarès

### Giocatore

#### Competizioni nazionali
- Coppa di Francia: 1

Metz: 1987-1988

### Allenatore

#### Competizioni nazionali
- Ligue 2: 1

Metz: 2013-2014